# Asmat
Pour les articles homonymes, voir Asmat (homonymie).

Carte linguistique montrant, en rouge sur la côte sud de la Nouvelle-Guinée occidentale, l'aire où sont parlées les langues asmat-kamoro.

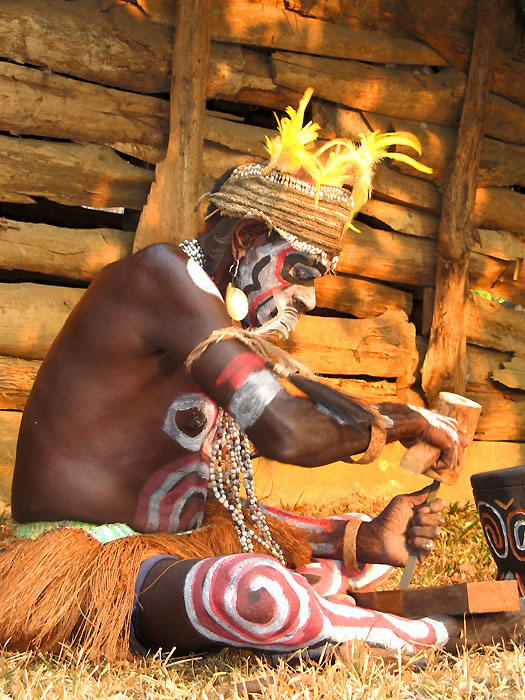
Asmat paré du costume traditionnel.

Les Asmat sont un groupe ethnique de la province indonésienne de Papouasie. Ils vivent principalement dans le kabupaten d'Asmat, dans les forêts marécageuses de la côte sud.
Ils sont environ 65 000 et se nourrissent de poisson, de gibier et cuisinent la farine du palmier sagoutier. Les langues qu'ils parlent forment le groupe des langues asmat.

## Art asmat
Il est probable que c'est durant ses recherches pour acquérir des objets asmat, que Michael C. Rockefeller a été tué. Il s'agit seulement d'une hypothèse, qui contredit celle selon laquelle il se serait noyé dans le Pacifique en tentant de rejoindre à la nage le rivage de la Nouvelle Guinée après le naufrage de sa pirogue. Selon sa sœur Mary, personne ne sait ce qui est arrivé à son frère jumeau Michael.
Depuis 1973, les Asmat ont un musée qui leur est consacré dans la ville d'Agats : l'Asmat Museum of Culture and Progress (en), ouvert sous l'égide d'une mission catholique et avec l'aide scientifique d'Ursula et Gunter Konrad, médecins de formation.

### Filmographie
- 2000 : Jean-Michel Corillion, Asmat, court métrage documentaire (52')
- 2014 : Jean-Michel Corillion, Asmat, un peuple méconnu, court métrage documentaire (52')
- 2007 : Jacques et Betty Villeminot, Asmat, les hommes-arbres, documentaire 50'[3]